# Rouguy Diallo
Rouguy Diallo (* 5. Februar 1995 in Nizza) ist eine französische Leichtathletin, die sich auf den Dreisprung spezialisiert hat.

## Sportliche Laufbahn
Erste internationale Erfahrungen sammelte Rouguy Diallo bei den Juniorenweltmeisterschaften 2012 in Barcelona, bei denen sie mit 12,81 m in der Qualifikation ausschied. Ein Jahr später belegte sie bei den Junioreneuropameisterschaften in Rieti den zwölften Platz mit 12,42 m. Bei den Juniorenweltmeisterschaften in den Vereinigten Staaten gelang ihr ein windunterstützter Fabelsprung auf 14,44 Meter. Sie sicherte sich damit die Goldmedaille vor der Kubanerin Liadagmis Povea. 2015 erreichte sie bei den U23-Europameisterschaften in Tallinn im Finale den fünften Platz. 2016 gelang es ihr, sich für die Europameisterschaften in Amsterdam zu qualifizieren, bei denen sie aber mit 13,58 m in der Qualifikation ausschied. 2017 gewann sie bei den U23-Europameisterschaften im polnischen Bydgoszcz mit 13,99 m die Bronzemedaille. Im Jahr darauf nahm sie erneut an den Europameisterschaften in Berlin teil und wurde dort mit einem Sprung auf 14,08 m im Finale Achte.
2019 belegte sie bei den Halleneuropameisterschaften in Glasgow mit einer Weite von 14,18 m im Finale den siebten Platz. Im Oktober gelangte sie dann auch bei den Weltmeisterschaften in Doha bis ins Finale und belegte dort mit 14,08 m den zehnten Platz. 2021 steigerte sie sich auf 14,51 m und wurde dann bei den Olympischen Spielen in Tokio mit 14,38 m im Finale Neunte.
2019 wurde Diallo französische Meisterin im Dreisprung im Freien sowie 2019 und 2021 auch in der Halle.

## Persönliche Bestleistungen
- Dreisprung: 14,51 m (+1,1 m/s), 19. Juni 2021 in Madrid
  - Dreisprung (Halle): 14,39 m, 8. Februar 2019 in Madrid